# Iglesia del Santissimo Crocifisso all'Olivella
La Iglesia del Santissimo Crocifisso all'Olivella es una iglesia de Palermo.

## Historia
Construida por la cofradía homónima, el 18 de agosto de 1702 se puso su primera piedra,el 9 de mayo de 1794 se bendijo.